# Vojtanov
Vojtanov är en ort i Tjeckien.   Den ligger i distriktet Okres Cheb och regionen Karlovy Vary, i den västra delen av landet, 150 km väster om huvudstaden Prag. Vojtanov ligger 523 meter över havet och antalet invånare är 217.
Terrängen runt Vojtanov är lite kuperad. Runt Vojtanov är det ganska tätbefolkat, med 139 invånare per kvadratkilometer. Närmaste större samhälle är Cheb, 10,4 km söder om Vojtanov. Omgivningarna runt Vojtanov är en mosaik av jordbruksmark och naturlig växtlighet.